# Анчоусові
Анчоусові (Engraulidae) — родина дрібних зграйних риб, поширених в солоних водах. Відомі під загальною назвою анчоус. Містить 144 види в 17 родах, мешкають в Атлантичному, Індійському і Тихому океанах. Зазвичай характеризуються як масляні риби (англ. Oily fish).

## Опис

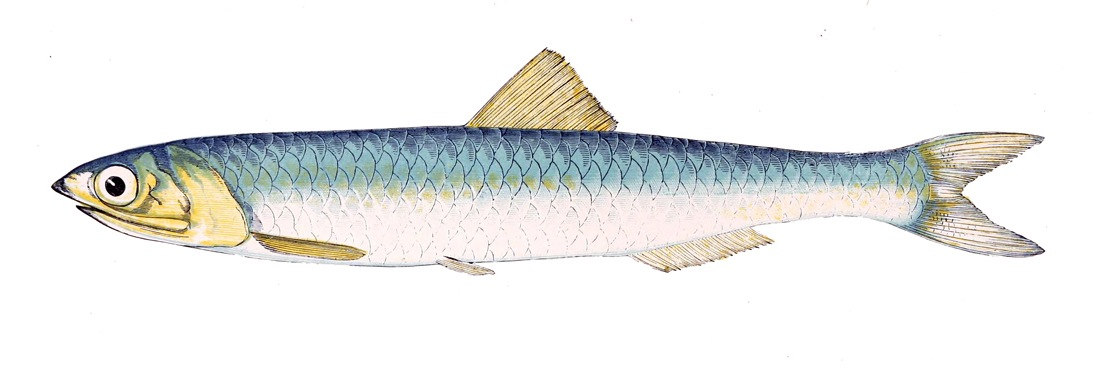
Анчоус європейський (Engraulis encrasicolus) — типовий представник родини

Анчоусові — дрібні зеленувато блакитні рибки із сріблястою смугою вздовж тіла, що тягнеться від основи хвостового плавця. Довжина тіла сягає від 2 до 40 см, формі тіла змінна, у північних популяцій стрункіша.
Зовні анчоусові схожі з оселедцевими, від яких відрізняються дуже великим ротом. Сигароподібне стиснуте з боків тіло вкрите тонкою циклоїдною лускою; голова гола. Бічна лінія відсутня, на голові є розвинені сейсмосенсорні канали. Плавці позбавлені колючих променів, єдиний спинний плавець розташований, як правило, посередині тіла; грудні плавці знаходяться низько, черевні плавці розташовані в середній частині черева. Стисле з боків рило виступає вперед; рот великий, напівнижній; задній кінець довгої верхньощелепної кістки заходить за край передкришки; зуби дрібні. Забарвлення сріблясте, спинка синя або зеленувато-бура.
Рот більший, ніж у оселедців і атерин (ці дві групи найбільш подібні до анчоусів за формою тіла). Живляться зоопланктоном і мальками риб. Верхньощелепні кістки довгі і тонкі. Зуби зазвичай складають один ряд. Великі очі покриті зовні прозорою шкіряною плівкою.

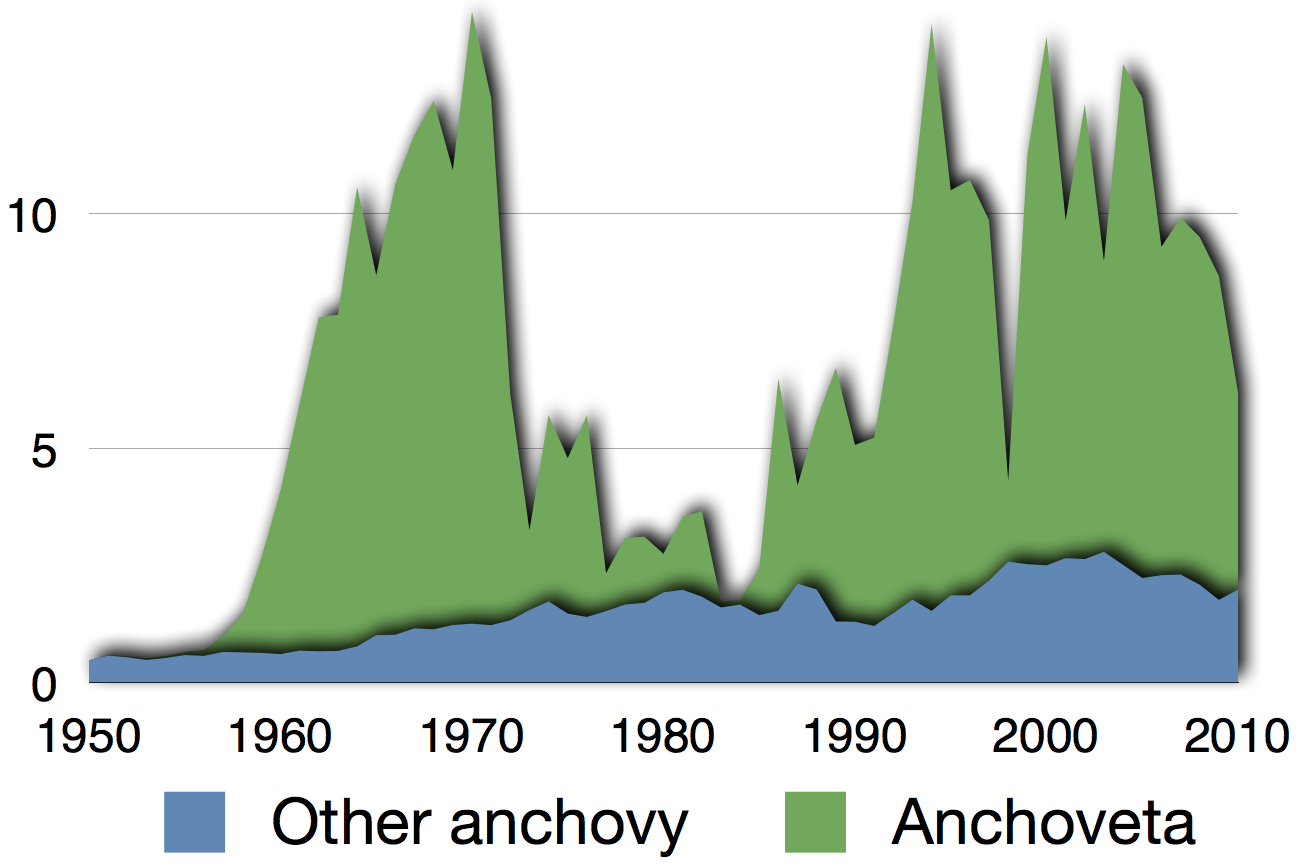
Світовий вилов анчоусів за 1950—2010 рр. (млн тонн)

## Систематика
Склад родини:
Підродина Engraulinae
- Amazonsprattus
- Anchoa
- Anchovia
- Anchoviella
- Cetengraulis
- Encrasicholina
- Engraulis — Анчоус
- Jurengraulis
- Lycengraulis
- Pterengraulis
- Stolephorus

Підродина Coiliinae
- Coilia
- Lycothrissa
- Papuengraulis
- Pseudosetipinna
- Setipinna
- Thryssa

## Практичне значення
Анчоусові займають одне з провідних місць у світовому рибальстві. Їх вживають в їжу, вони слугують сировиною для виробництва рибного борошна, приманкою при лові тунця.
| Об'єкти комерційного промислу | Об'єкти комерційного промислу                   | Об'єкти комерційного промислу | Об'єкти комерційного промислу | Об'єкти комерційного промислу | Об'єкти комерційного промислу | Об'єкти комерційного промислу |
| Назва                         | Наукова назва                                   | Макс. довжина (см)            | Середня довжина (см)          | Максимальна маса (кг)         | Вік (років)                   | Трофічний рівень              |
| ----------------------------- | ----------------------------------------------- | ----------------------------- | ----------------------------- | ----------------------------- | ----------------------------- | ----------------------------- |
| Європейський анчоус           | Engraulis encrasicolus (Linnaeus, 1758)         | 20                            | 13,5                          |                               | 5                             | 3.11                          |
| Аргентинський анчоус          | Engraulis anchoita (Hubbs & Marini, 1935)       | 17                            |                               | 0,25                          |                               | 2.51                          |
| Каліфорнійський анчоус        | Engraulis mordax (Girard, 1856)                 | 24,8                          | 15                            | 0,68                          |                               | 2.96                          |
| Японський анчоус              | Engraulis japonicus (Temminck & Schlegel, 1846) | 18                            | 14                            | 0,45                          | 4                             | 2.60                          |
| Перуанський анчоус            | Engraulis ringens (Jenyns, 1842)                | 20                            | 14                            |                               | 3                             | 2.70                          |
| Капський анчоус               | Engraulis capensis (Gilchrist, 1913)            | 17                            |                               |                               |                               | 2.80                          |